# Antepipona iconia
Antepipona iconia är en stekelart som först beskrevs av Blüthgen 1951.  Antepipona iconia ingår i släktet Antepipona och familjen Eumenidae. Inga underarter finns listade i Catalogue of Life.